# Lista chorążych reprezentacji Indonezji na igrzyskach olimpijskich
Lista chorążych reprezentacji Indonezji na igrzyskach olimpijskich – lista osób, które podczas ceremonii otwarcia nowożytnych igrzysk olimpijskich nosiły flagę Indonezji.

## Lista chorążych
| Lp. | Rok i miejsce       | Chorąży              | Dyscyplina               |
| --- | ------------------- | -------------------- | ------------------------ |
| 1   | Helsinki 1952       | b.d.                 | b.d.                     |
| 2   | Melbourne 1956      | b.d.                 | b.d.                     |
| 3   | Rzym 1960           | b.d.                 | b.d.                     |
| 4   | Tokio 1964          | b.d.                 | b.d.                     |
| 5   | Meksyk 1968         | b.d.                 | b.d.                     |
| 6   | Monachium 1972      | Wiem Gommies         | Boks                     |
| 7   | Montreal 1976       | b.d.                 | b.d.                     |
| 8   | Los Angeles 1984    | Luki Niode           | pływanie                 |
| 9   | Seul 1988           | Tonny Maringgi       | Tenis stołowy            |
| 10  | Barcelona 1992      | Christian Hadinata   | Badminton                |
| 11  | Atlanta 1996        | Hendrik Simangunsong | Boks                     |
| 12  | Sydney 2000         | Rexy Mainaky         | Badminton                |
| 13  | Ateny 2004          | Krisna Bayu          | Judo                     |
| 14  | Pekin 2008          | Oka Sulaksana        | Żeglarstwo (Windsurfing) |
| 15  | Londyn 2012         | I Gede Sudartawa     | pływanie                 |
| 16  | Rio de Janeiro 2016 | Maria Londa          | Lekkoatletyka            |
| 17  | 2020, Tokio         | Nurul Akmal          | Podnoszenie ciężarów     |
| 17  | 2020, Tokio         | Rio Waida            | Surfing                  |